# Himalopsyche maxima
Himalopsyche maxima är en nattsländeart som först beskrevs av Forsslund 1935.  Himalopsyche maxima ingår i släktet Himalopsyche och familjen rovnattsländor. Inga underarter finns listade i Catalogue of Life.